# リチャード・P・リアリー
リチャード・フィリップス・リアリー（英語: Richard Phillips Leary 1842年11月3日 – 1901年12月27日）は、アメリカ海軍の軍人。

## 略歴
ボルティモア生まれ。1860年、海軍兵学校に入学。南北戦争中はスクリュー戦闘スループカナンデーグアやモニター艦サンガモンに乗り組み、大西洋の封鎖に参加。
サモア危機においては、サモアで砲艦アダムズを指揮した。米西戦争では、防護巡洋艦サンフランシスコ艦長としてキューバ沖で哨戒活動に当たった。戦勝後、パリ条約により割譲されたばかりのグアム島の知事を務めた。
1901年に死去。

## 参考
- この記事はアメリカ合衆国政府の著作物であるDictionary of American Naval Fighting Shipsに由来する文章を含んでいます。 記事はここで閲覧できます。